# My Next Life as a Villainess: All Routes Lead to Doom!
Otome Game no hametsu Flag shika nai akuyaku reijō ni tensei shite shimatta… (乙女ゲームの破滅フラグしかない悪役令嬢に転生してしまった…, Otome Gēmu no hametsu Furagu shika nai akuyaku reijō ni tensei shite shimatta…, litt. « Je me suis réincarnée dans un jeu vidéo otome en tant que vilaine avec seulement des fins funestes… »), abrégée en Hamefura (はめふら), est une série de light novel écrite par Satoru Yamaguchi et illustrée par Nami Hidaka. L'histoire suit la nouvelle vie d'une jeune fille qui s'est réincarnée en une antagoniste d'un otome game et qui tente d'éviter une fin désastreuse. La série est également connue à l'étranger sous le titre My Next Life as a Villainess: All Routes Lead to Doom! (litt. « Ma prochaine vie en tant que vilaine : Tous les routes mènent à un destin tragique ! »).
Publiée à l'origine en ligne comme étant une websérie sur le site Shōsetsuka ni narō, elle est éditée en light novel par Ichijinsha depuis août 2015. Une adaptation en manga de Nami Hidaka est publiée dans le magazine Monthly Comic Zero Sum de Ichijinsha depuis août 2016 ; Delcourt éditera la version française du manga sous le titre Otome Game : Tous les chemins mènent à la damnation ! avec sa collection Delcourt/Tonkam à partir d'avril 2021.
Une adaptation en série télévisée d'animation par le studio SILVER LINK. est diffusée pour la première fois entre le 5 avril et le 21 juin 2020, et une seconde saison entre le 3 juillet et le 18 septembre 2021. Un film d'animation est prévu pour une sortie dans les salles japonaises en 2023.

## Synopsis
La fille unique du duc Claes, Catarina Claes, était orgueilleuse et égoïste parce qu'elle était gâtée par ses parents. Cependant, à ses huit ans, son père l'a emmené au château royal où elle se cogne la tête contre une pierre. À la suite de cela, elle récupère les souvenirs de sa vie antérieure de jeune fille otaku qui a perdu la vie dans un accident de la route. Ce monde lui semblant familier, elle remarque alors qu'il s'agit de celui de l'otome game, « Fortune Lover », qu'elle jouait avant son accident et dont en réalité elle s'est réincarnée en la rivale de l'héroïne et antagoniste du jeu. Elle se souvient aussi que tout ce qui attendait Catarina à la fin du jeu était la route de la destruction qui se termine par son exil loin du royaume ou son exécution. Ainsi, Catarina va consacrer tout ses efforts pour éviter une fin funeste dans le but de passer des vieux jours paisibles.

## Personnages
Catarina Claes (カタリナ・クラエス, Katarina Kuraesu)
Voix japonaise : Maaya Uchida,
Personnage principal de la série, c'est une lycéenne otaku de 17 ans qui s'est réincarnée en méchante rivale du jeu Fortune Lover après avoir été renversée par une voiture alors qu'elle se rendait au lycée. Ayant des connaissances approfondie de Fortune Lover, y compris le fait que toutes les fins du jeu mènent à son exil ou à sa mort, elle prend des mesures drastiques pour éviter de telles issues, comme essayer d'établir de bonnes relations avec ses camarades et choisir le jardinage comme profession si son exil devait se produire. Cependant, sa naïveté lui joue des tours. Elle maîtrise la magie de la terre, mais n'est pas très douée.
Geordo Stuart (ジオルド・スティアート, Jiorudo Sutiāto)
Voix japonaise : Shōta Aoi,, Asami Setō (enfant),
Le troisième prince du royaume aux cheveux blonds et aux yeux bleus, il est le fiancé de Catarina mais aussi l'un des intérêts amoureux de l'héroïne de Fortune Lover, Maria Campbell. Contrairement aux apparences, son visage au beau sourire cache une personnalité plutôt malicieuse voire sadique. Dans le jeu, Catarina étant sa fiancé s'en sert à son avantage pour le monopoliser pour elle seul. Dans la bonne fin de son scenario, il exile Catarina et épouse l'héroïne, tandis que dans la mauvaise fin, il tue Catarina et abandonne l'héroïne par culpabilité. Grâce aux efforts continus de Catarina pour s'améliorer et éviter les mauvaises fins, il a fini par développer des véritables sentiments pour elle et tente continuellement de démontrer son affection en confirmant leurs fiançailles. Cependant, il est négligé par Catarina et sa personnalité compliqué, à son grand regret. Il maîtrise la magie du feu.
Keith Claes (キース・クラエス, Kīsu Kuraesu)
Voix japonaise : Tetsuya Kakihara,, Sora Amamiya (enfant),
C'est le frère adoptif de Catarina et un prodige de la magie de la terre, mais aussi l'un des intérêts amoureux de l'héroïne de Fortune Lover, Maria Campbell. C'est le fils d'un parent éloigné du Duc Claes, le père de Catarina l'adopte après les fiançailles de cette dernière avec Geordo dans le but de perpétué le nom des Claes. Dans le jeu, Catarina le brutalise car elle croit qu'il est le fils bâtard de son père, ce qui le pousse à devenir un coureur de jupons. Dans la bonne fin de son scenario, il fait exiler Catarina et cesse d'être un coureur de jupons pour être avec l'héroïne, tandis que dans sa mauvaise fin, il tue sa sœur dans un accès de colère avant de disparaître. Pour éviter ces fins, Catarina fait tout son possible pour être une bonne sœur pour lui, ce qui améliore leur relation, mais malheureusement à cause de cela Keith se voit confier la tâche ingrate d'empêcher Catarina d'avoir des ennuis, le plus souvent en vain. Il semble également être un contrepoids aux tentatives de Geordo de se rapprocher de Catarina, car il a lui-même des sentiments pour elle.
Alan Stuart (アラン・スティアート, Aran Sutiāto)
Voix japonaise : Tatsuhisa Suzuki (ja),, Mutsumi Tamura (enfant),
Il est le quatrième prince du royaume et petit frère de Geordo, qui est également une cible de l'héroïne. Dans le jeu, il est complexé par la personnalité de son aîné et tente de démontrer sa valeur par tous les moyens possibles. C'est en découvrant que Maria a de meilleures notes que lui qu'il finit par s'intéresser à elle. Par ses interactions avec lui, Catarina a modifié sa personnalité : Il s'est découvert un talent pour le piano, n'a pas déclaré sa flamme à Mary Hunt et n'accorde plus d'importance à son classement parmi les élèves.
Nicol Ascart (ニコル・アスカルト, Nikoru Asukaruto)
Voix japonaise : Yoshitsugu Matsuoka,, M.A.O (enfant),
Le fils aîné d'un comte qui est aussi une cible de l'héroïne. Il dote énormément sa sœur Sophia. Il maîtrise la magie du vent.
Mary Hunt (メアリ・ハント, Meari Hanto)
Voix japonaise : Miho Okasaki (ja),
La quatrième fille d'un marquis, et la fiancée d'Alan. Elle a un lien de parenté avec Catarina. Dans le jeu, elle est le personnage rival sur la route d'Alan, mais n'est pas promise à un destin tragique. Dans la bonne fin, elle se retire simplement pour que l'homme qu'elle aime soit heureux. Pour optimiser ses chances, Catarina s'est fait d'elle une amie. Le revers de la médaille, c'est que Mary est tombée amoureuse de Catarina.
Sophia Ascart (ソフィア・アスカルト, Sofia Asukaruto)
Voix japonaise : Inori Minase,
La sœur de Nicol, elle est le personnage rival sur la route de Nicol dans le jeu. Elle est une belle femme aux cheveux et à la peau d'un blanc pur et aux yeux rouges. Catarina se lie d'amitié avec elle en raison de leur passion commune pour les romans d'amour. Il se trouve qu'elle est la réincarnation de la seule amie de celle qui était autrefois Catarina et qu'elle lui a fait découvrir le jeu. Cependant, elle ne s'en rappelle pas et ne comprend pas la véritable raison de son attirance pour Catarina. Sachant qu'elle ne pourra pas avouer ses sentiments à son amie, elle fait tout pour la pousser dans les bras de Nicol. Comme son frère, elle maîtrise la magie du vent.
Maria Campbell (マリア・キャンベル, Maria Kyanberu)
Voix japonaise : Saori Hayami,
Personnage principal du jeu Fortune Lover, elle est une simple roturière, mais elle est douée en magie de lumière, ce qui est rare dans leur monde. Elle est une belle fille, à la personnalité douce et humble. Elle est aussi habile dans la confection de confiseries. Elle se sent seule car elle est rejetée à la fois par les enfants de son village (en raison de sa magie, elle est soupçonnée d'être une bâtarde de noble), que par les aristocrates de l'académie (de par ses origines roturières). Sachant que c'est par elle que doit venir sa fin, Catarina fait tout pour être agréable avec elle, notamment en la défendant contre les filles qui - dans le jeu - sont censées être ses complices dans la persécution. Ce faisant, elle empêche sans le vouloir le rapprochement entre la jeune fille et ses love interest et devient l'objet des désirs de Maria.
Sirius Dieke (シリウス・ディーク, Shiriusu Dīku) / Raphael Walt (ラファエル・ウォルト, Rafaeru Woruto)
Voix japonaise : Toshiki Masuda,
Fils unique du marquis Dieke, il est le président du bureau des élèves de l'Académie de magie. Dans le jeu, il est une cible possible de l'héroïne, mais il est sous l'influence de la magie des ténèbres, ce qui le rend très dangereux : Dans la mauvaise fin, il tue l'héroïne et ses amis. Son véritable nom est Raphael Walt et il est né du viol de sa mère, servante chez les Dieke. Enfant, il fut kidnappé par la marquise de Dieke, qui fit sacrifier sa mère, puis tenta de transférer l'esprit de son fils mourant - le vrai Sirius - dans son corps. Le rituel échoua et Raphael n'hérita que des souvenirs de Sirius, ce qui lui permit de se faire passer pour lui. Mais la marquise fit assassiner le sorcier qui avait réalisé le rituel pour effacer les traces de son crime et l'âme de ce dernier corrompit l'enfant pour en faire l'instrument de sa vengeance. La bonne fin de cet arc consiste à libérer Raphael de cette emprise et faire condamner la marquise.
Anne Shelley (アン・シェリー, An Sherī)
Voix japonaise : Azumi Waki (ja),
Une domestique de la famille Claes qui est principalement au service de Catarina. Elle n'apparaissait pas dans le jeu. Elle est née d'un comte et de sa servante. À la suite d'un incendie qui tua sa mère et lui laissa des séquelles, elle entra au service de la famille Claes qui étaient de lointains parents. Au début, Catarina la maltraitait jusqu'à l'accident qui lui a rappelé sa vie antérieure. La fillette changea alors totalement d'attitude, ce qui contribua à éveiller celle qui se considérait jusqu'ici comme un simple objet, au point de lui donner la force de refuser un mariage arrangé par son père pour ne pas être séparée de sa maîtresse, qui d'ailleurs, ne le voulait pas non plus. Elle a juré de toujours veiller sur Catarina quoi qu'il lui arrive.
Geoffrey Stuart (ジェフリー・スティアート, Jefurī Sutiāto)
Voix japonaise : Takehito Koyasu
Le premier prince du royaume et frère aîné d'Ian, Geordo et Alan. Il se montre très protecteur envers ses jeunes frères qu'il regrette de ne pas avoir pu voir plus souvent durant leur enfance en raison de leur éducation royale.
Susanna Randall (スザンナ・ランドール, Suzanna Randōru)
Voix japonaise : Sumire Uesaka
La fiancée de Geoffrey. Elle travaille au ministère de la magie sous l'identité de Lana. Elle est une professionnelle du changement d'apparence.
Ian Stuart (イアン・スティアート, Ian Sutiāto)
Voix japonaise : Yusuke Shirai
Le deuxième prince du royaume, frère cadet de Geoffrey et aîné de Geordo et Alan. Il se montre peu expressif, que ce soit envers ses frères ou sa fiancée, ce qui passe pour de la froideur, mais il est simplement timide.
Selena Burke (セリーナ・バーグ, Serīna Bāgu)
Voix japonaise : Yui Ogura
La fiancée d'Ian. Complexée par son faible niveau de magie, elle se croyait indigne de son promis. Rufus s'est servi de sa faiblesse pour la manipuler avec la magie des ténèbres et la pousser à enlever Catarina dans le cadre d'un complot politique visant à écarter Ian et Geordo de la succession du trône. Touchée par la sincérité et la gentillesse de Catarina, elle s'est repentie et a été pardonnée par Ian, qui l'a assurée de son amour sincère.
Rufus Brode (ルーファス・ブロード, Rūfasu Burōdo)
Voix japonaise : Kohsuke Toriumi
Il se fait passer pour le majordome de Selena, qu'il manipule pour le compte de son maître, un courtisan qui cherche à influer sur la succession du roi. Ancien enfant des rues, il aspire à une meilleure vie. Son maître l'a doté contre son gré de la magie des ténèbres. Malgré tout, il n'est foncièrement pas mauvais et, impressionné par le courage - en réalité l'inconscience - de Catarina, il a renoncé à lui faire du mal, ainsi qu'à Séléna. Arrêté à l'instigation de Suzanna, mais ayant collaboré à l'enquête, il n'a été condamné qu'à une peine légère et est devenu un agent du ministère de la magie.

## Productions et supports

### Light novel
Écrite par Satoru Yamaguchi, Otome Game no hametsu Flag shika nai akuyaku reijō ni tensei shite shimatta… (乙女ゲームの破滅フラグしかない悪役令嬢に転生してしまった…) est initialement publiée en ligne sur le site au contenu généré par les utilisateurs Shōsetsuka ni narō le 6 juillet 2014, et dont la publication s'est conclue le 23 mars 2015. Ichijinsha a acquis les droits d'édition de la série pour une publication physique et l'a adaptée en light novel avec des illustrations de Nami Hidaka sous sa marque de publication Ichijinsha Bunko Iris depuis août 2015. À ce jour, quinze volumes ont été publiés.
En Amérique du Nord, la maison d'édition J-Novel Club publie numériquement la version anglaise depuis novembre 2018,.

#### Liste des volumes
| no                                                                      | Japonais          | Japonais                                                                   |
| no                                                                      | Date de sortie    | ISBN                                                                       |
| ----------------------------------------------------------------------- | ----------------- | -------------------------------------------------------------------------- |
| 1                                                                       | 25 août 2015      | 978-4-758-04753-1                                                          |
| 2                                                                       | 19 septembre 2015 | 978-4-758-04756-2                                                          |
| 3                                                                       | 20 février 2016   | 978-4-758-04800-2                                                          |
| 4                                                                       | 20 juillet 2016   | 978-4-758-04838-5                                                          |
| 5                                                                       | 20 mai 2017       | 978-4-758-04950-4                                                          |
| 6                                                                       | 20 mars 2018      | 978-4-758-09045-2                                                          |
| 7                                                                       | 20 octobre 2018,  | 978-4-758-09113-8 (édition régulière) 978-4-758-09114-5 (édition spéciale) |
| EXTRA : L'édition spéciale de ce volume comporte un livret de 50 pages. |                   |                                                                            |
| 8                                                                       | 20 juillet 2019   | 978-4-7580-9189-3                                                          |
| 9                                                                       | 20 avril 2020,    | 978-4-758-09261-6 (édition régulière) 978-4-758-09262-3 (édition spéciale) |
| 10                                                                      | 20 février 2021   | 978-4-758-09339-2                                                          |
| 11                                                                      | 20 août 2021,     | 978-4-7580-9390-3 (édition régulière) 978-4-7580-9391-0 (édition spéciale) |
| 12                                                                      | 20 octobre 2022   | 978-4-7580-9499-3                                                          |
| 13                                                                      | 20 septembre 2023 | 978-4-7580-9582-2                                                          |
| 14                                                                      | 20 août 2024      | 978-4-7580-9668-3                                                          |
| 15                                                                      | 18 juillet 2025   | 978-4-7580-9743-7                                                          |

### Manga
Une adaptation en manga, dessinée par Nami Hidaka, est lancée dans le numéro de juin 2017 du magazine de prépublication de josei manga Monthly Comic Zero Sum, paru le 28 août 2017. Les chapitres sont rassemblés et édités dans le format tankōbon par Ichijinsha avec le premier tome publié en mars 2018 ; la série compte à ce jour onze tomes tankōbon.
En Amérique du Nord, la maison d'édition Seven Seas Entertainment publie la version anglaise depuis novembre 2018,. En février 2021, Delcourt annonce une version française de la série principale sous le titre Otome Game : Tous les chemins mènent à la damnation ! et dont le premier tome est prévu pour avril 2021 dans sa collection Delcourt/Tonkam,.
Une deuxième série, intitulée Otome Game no hametsu Flag shika nai akuyaku reijō ni tensei shite shimatta… Zettaizetsumei! Hametsu sunzen-hen (乙女ゲームの破滅フラグしかない悪役令嬢に転生してしまった…絶体絶命！破滅寸前編), est lancée sur le site Zero Sum Online le 1er novembre 2019 ; ce spin-off se concentre sur la question de savoir ce qui se passerait si Katarina retrouvait ses souvenirs à l'âge de quinze ans plutôt que pendant son enfance comme dans la série principale, la laissant sans les amis et les relations qu'elle avait noués à la suite d'une planification précoce contre ses mauvaises fins. Un premier tome tankōbon est publié par Ichijinsha; la série compte à ce jour deux tomes tankōbon.

### Anime
Une adaptation en anime a été annoncée par Ichijinsha le 19 octobre 2018,. Le projet est confirmé plus tard être une série télévisée pour 2020 le 18 juillet 2019,. Celle-ci est réalisée par Keisuke Inoue au sein du studio d'animation SILVER LINK. avec les scripts écrits par Megumi Shimizu et les character designs de Miwa Oshima,,. Elle est diffusée pour la première fois au Japon entre le 5 avril et le 21 juin 2020 sur Tokyo MX et BS11, et un peu plus tard sur MBS et J Tele,. La série est composée de 12 épisodes répartis dans quatre coffrets Blu-ray, qui incluront également des DVD-ROM bonus contenant chacun une démo de Fortune Lover, en tant que mini-jeu pour PC, centrée sur Geordo, Keith, Alan ou Nicol.
Après la diffusion du 12e et dernier épisode, le 21 juin 2020, il est annoncé qu'une seconde saison est en cours de production pour 2021,. Intitulée Otome Game no hametsu Flag shika nai akuyaku reijō ni tensei shite shimatta…Ｘ (乙女ゲームの破滅フラグしかない悪役令嬢に転生してしまった…Ｘ), elle est produite par le même personnel que la première saison,. Elle est en cours depuis le 3 juillet 2021.
Crunchyroll diffuse la série en simulcast sous le titre My Next Life as a Villainess: All Routes Lead to Doom! dans le monde entier, excepté en Asie, ; dans les pays européens francophones, la série est également diffusée sur Anime Digital Network.
La chanson de l'opening de la série, intitulée Shōjo no Route wa hitotsu janai! (乙女のルートはひとつじゃない！), est interprétée par angela, tandis que celle de l'ending, intitulée Bad End, est interprétée par Shōta Aoi.

#### Liste des épisodes

##### Saison 1
| No | Titre français                                         | Titre japonais                          | Titre japonais                                | Date de 1re diffusion |
| No | Titre français                                         | Kanji                                   | Rōmaji                                        | Date de 1re diffusion |
| -- | ------------------------------------------------------ | --------------------------------------- | --------------------------------------------- | --------------------- |
| 1  | Oups, je me suis rappelé ma vie antérieure             | 前世の記憶を思い出してしまった…         | Zense no kioku o omoidashite shimatta…        | 5 avril 2020          |
| 2  | Oh non, le prince m'a provoquée en duel                | 王子に勝負を挑まれてしまった…           | Ōji ni shōbu o idoma rete shimatta…           | 12 avril 2020         |
| 3  | Flûte, j'ai rencontré de ravissants frère et sœur      | 麗しの美形兄妹と出会ってしまった…       | Uruwashi no bikei kyōdai to deatte shimatta…  | 19 avril 2020         |
| 4  | Me voilà inscrite à l'académie de magie…               | 魔法学園に入学してしまった…             | Mahō gakuen ni nyūgaku shite shimatta…        | 26 avril 2020         |
| 5  | Oups, je me suis invitée chez l'héroïne…               | 主人公の実家にお邪魔してしまった…       | Shujinkō no jikka ni ojama shiteshimatta…     | 3 mai 2020            |
| 6  | Mince, j'ai profité des vacances d'été                 | 夏休みだから楽しく遊んでしまった…       | Natsuyasumidakara tanoshiku asonde shimatta…  | 10 mai 2020           |
| 7  | Zut, je suis entrée dans un donjon périlleux…          | 危険なダンジョンに入ってしまった…       | Kiken na danjon ni haitte shimatta…           | 17 mai 2020           |
| 8  | Oh non, je suis un aimant à désirs                     | 欲望にまみれてしまった…                 | Yokubō ni mamirete shimatta…                  | 24 mai 2020           |
| 9  | Mince, je me suis enthousiasmée pour une soirée pyjama | パジャマパーティで盛り上がってしまった… | Pajama Pāti de moriagatte shimatta…           | 31 mai 2020           |
| 10 | L'heure de la fin funeste a sonné (partie 1)           | 破滅の時が訪れてしまった… 前編          | Hametsu no toki ga otozurete shimatta… Zenpen | 7 juin 2020           |
| 11 | L'heure de la fin funeste a sonné (partie 2)           | 破滅の時が訪れてしまった… 後編          | Hametsu no toki ga otozurete shimatta… Kōhen  | 14 juin 2020          |
| 12 | Le dernier événement est arrivé                        | 最終イベントが来てしまった…             | Saishū Ibento ga kite shimatta…               | 21 juin 2020          |

##### Saison 2
| No | Titre français                                                                      | Titre japonais                                    | Titre japonais                                                     | Date de 1re diffusion |
| No | Titre français                                                                      | Kanji                                             | Rōmaji                                                             | Date de 1re diffusion |
| -- | ----------------------------------------------------------------------------------- | ------------------------------------------------- | ------------------------------------------------------------------ | --------------------- |
| 1  | J’ai évité mon destin funeste mais je me suis laissé emporter au festival culturel… | 破滅フラグを回避したので文化祭で浮かれてしまった… | Hametsu furagu o kaihi shita no de bunkasai de ukarete shimatta... | 3 juillet 2021        |
| 2  | Je suis devenue la méchante rivale…                                                 | 悪役になってしまった…                             | Akuyaku ni natte shimatta...                                       | 10 juillet 2021       |
| 3  | Oh non, me voilà prisonnière…                                                       | 囚われの身になってしまった…                       | Toraware no mi ni natte shimatta...                                | 17 juillet 2021       |
| 4  | J'ai dû prendre le thé avec un majordome attirant…                                  | 色っぽい執事と仲良くお茶をしてしまった…           | Iroppoi shituji to nakayoku ocha o shite shimatta...               | 24 juillet 2021       |
| 5  | Un amour un peu trop débordant envers ses petits frères                             | 弟たちへの愛が溢れてしまった…                     | Otouto-tachi e no ai ga afurete shimatta...                        | 31 juillet 2021       |
| 6  | J'ai tout lâché pour une aventure d'un été                                          | ひと夏の冒険をしてしまった…                       | Hitonatsu no bōken o shite shimatta...                             | 7 août 2021           |
| 7  | Oups ! Mon vœu s'est réalisé                                                        | 願いが叶ってしまった…                             | Negai ga kanatte shimatta...                                       | 14 août 2021          |
| 8  | Oh non, un autre mariage arrangé…                                                   | お見合いしてしまった…                             | Omiai shite shimatta...                                            | 21 août 2021          |
| 9  | Oups, Keith a disparu… (1re partie)                                                 | キースがいなくなってしまった…（前編）             | Kīsu ga inaku natte shimatta... (Zenpen)                           | 28 août 2021          |
| 10 | Oups, Keith a disparu… (2e partie)                                                  | キースがいなくなってしまった…（中編）             | Kīsu ga inaku natte shimatta... (Chūhen)                           | 4 septembre 2021      |
| 11 | Oups, Keith a disparu… (3e partie)                                                  | キースがいなくなってしまった…（後編）             | Kīsu ga inaku natte shimatta... (Kōhen)                            | 11 septembre 2021     |
| 12 | Déjà la cérémonie de remise des diplômes                                            | 卒業式がやって来てしまった…                       | Sotsugyōshiki ga yatte kite shimatta...                            | 18 septembre 2021     |

## Accueil

### Prix et classements
La série de manga a été sélectionnée dans la catégorie des mangas isekai dans une liste de recommandations des librairies japonaises selon le sondage du Zenkoku Shotenin ga Eranda Osusume Comic 2019 (ja) (全国書店員が選んだおすすめコミック2019, litt. « Bandes dessinées recommandées par les librairies nationales de 2019 »), mené par la libraire en ligne Honya Club et publié en février 2019,. En août 2019, la série est classée 4e dans la « catégorie Comics » d'après les votes pour la quatrième édition des Next Manga Awards, organisés par le magazine Da Vinci de Media Factory et le site web Niconico.

### Ventes
Le tirage total de la série a dépassé les 400 000 exemplaires en mai 2018. Il a atteint les 600 000 exemplaires en octobre 2018.
En juillet 2019, le tirage a dépassé le million et demi de copies. En juin 2020, ce nombre atteint les 3 millions d'exemplaires.